# Boechera fruticosa
Boechera fruticosa är en korsblommig växtart som först beskrevs av Aven Nelson, och fick sitt nu gällande namn av Al-shehbaz. Boechera fruticosa ingår i släktet indiantravar, och familjen korsblommiga växter. Inga underarter finns listade i Catalogue of Life.